# Desmoclystia nigribasis
Desmoclystia nigribasis là một loài bướm đêm trong họ Geometridae.